# Damart
Damart  är ett franskt märke för underkläder. Under 1950 upptäckte bröderna Despature en isolerande fiber som nu är varumärkesskyddad under namnet thermolactyl, man började sälja underkläder tillverkade av detta varma material från 1953. I kombination med naturfibrer tillverkar man termounderkläder.